# Kraków szopka

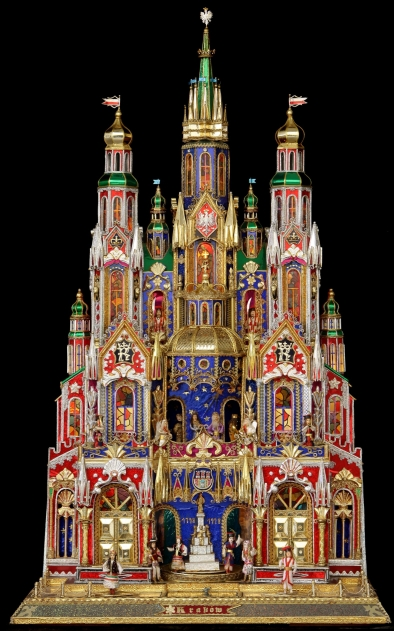
Kraków szopka của Bronisław Pięcik tại Bảo tàng Krzysztofory, Quảng trường chính Kraków

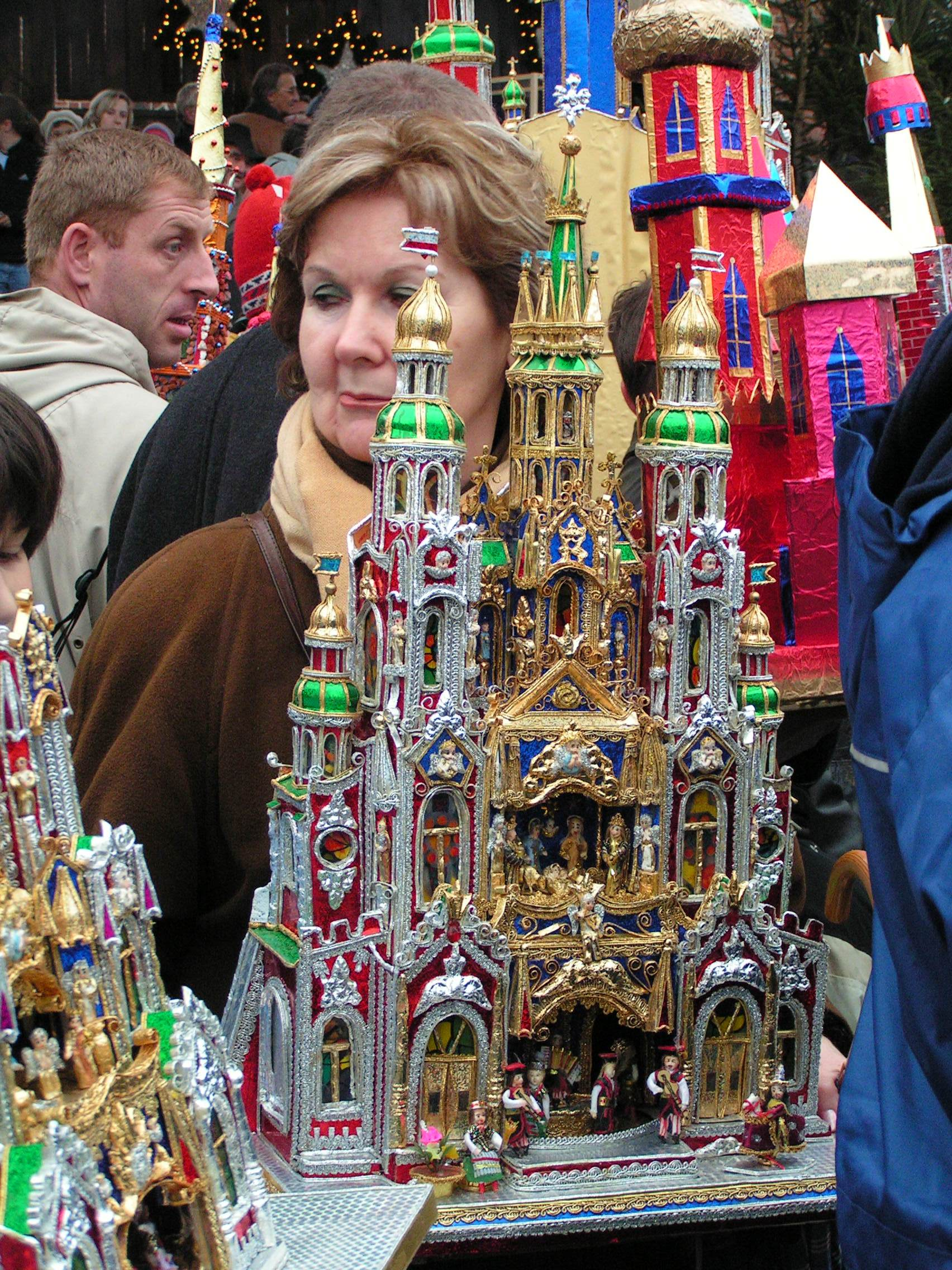
Kraków szopka trong một giải đấu

Kraków szopka (phát âm [ˈkrakuf ˈʂɔp.ka]) hoặc hoạt cảnh giáng sinh (tiếng Ba Lan: szopka krakowska) là một truyền thống Giáng sinh bắt nguồn từ Kraków, Ba Lan và có từ thế kỷ 19. Một đặc điểm khác thường và đặc trưng của szopka là việc sử dụng các tòa nhà lịch sử của Kraków làm nền cho hoạt cảnh Chúa giáng sinh. Năm 2018, nó đã được ghi vào danh sách Di sản văn hóa phi vật thể của nhân loại UNESCO.

## Lịch sử
Cảnh Chúa giáng sinh, phổ biến trong các nền văn hóa Kitô giáo, bắt nguồn từ Thánh Phanxicô Assisi vào thế kỷ 13 và nhanh chóng lan sang Ba Lan. Trong thời trung cổ, một cuộc thi dựa trên cảnh Chúa giáng sinh cụ thể, được gọi là Jasełka, được phát triển ở Ba Lan.
Một số người biểu diễn đã trưng bày szopkas của họ cùng với những con rối trong khung cảnh của một nhà hát đường phố. Trong một số tác phẩm, những con rối di chuyển được thay thế bằng những bức tượng gỗ bất động. Đôi khi những con rối hoặc bức tượng cụ thể theo chủ đề đã và đang được thêm vào để minh họa các yếu tố của văn hóa Ba Lan, từ các nhân vật lịch sử như kỵ sĩ có cánh và Tadeusz Kościuszko, thông qua các phù thủy huyền thoại Pan Twardowski và Rồng Wawel, cho các chính trị gia hoặc nghệ sĩ đương đại. Vào thế kỷ 18, việc truyền bá nội dung phi tôn giáo như vậy đã dẫn đến lệnh cấm các cảnh Chúa giáng sinh xa hoa hơn ở một số nhà thờ Ba Lan; Sau lệnh cấm, các buổi biểu diễn đã phát triển thành một biểu hiện thực sự của nghệ thuật dân gian.
Truyền thống szopka bắt nguồn từ thế kỷ 19, khi các thợ thủ công của Kraków - thợ xây, thợ mộc - bắt đầu biến chúng thành một vật trang trí theo mùa để kiếm thêm thu nhập trong dịp Giáng sinh. Phong tục trở nên phổ biến, với những người sẵn sàng trả tiền để xem bộ sưu tập szopka - thường mang theo door-to-door caroller - hoặc để sở hữu chúng. Trong số những người bảo trợ ban đầu đáng chú ý của phong tục này là gia đình ông trùm Potoccy.
Sau khi Ba Lan giành lại độc lập vào năm 1918, szopkas bắt đầu được sản xuất và bán làm quà lưu niệm của Kraków. Chính quyền thành phố quyết định ủng hộ truyền thống này bằng cách tuyên bố cuộc thi đầu tiên vào tháng 12 năm 1937. Kể từ đó, ngoại trừ thời gian của Chiến tranh thế giới thứ hai, buổi thuyết trình và cuộc thi szopka diễn ra hàng năm vào thứ Năm đầu tiên của mỗi tháng 12, tại Quảng trường chợ chính, Kraków, bên cạnh Đài tưởng niệm Adam Mickiewicz. Các szopkas tốt nhất sau đó được trưng bày trong Bảo tàng Lịch sử Kraków trong Cung điện Krzysztofory.

## Thiết kế
Các cấu trúc trang trí công phu có thể cao đến hai mét và rộng ba mét. Tòa nhà thường được sử dụng như một nguồn cảm hứng cho các mô hình szopka là Nhà thờ Thánh Mary, Kraków với các ngọn tháp dễ nhận biết của nó. Các lựa chọn phổ biến khác bao gồm Lâu đài Wawel, hội trường thương mại Sukiennice và Thành lũy Kraków.
Bethlehem thường được hiển thị trên tầng thứ hai, vì tầng thứ nhất được sử dụng để trưng bày các bức tượng lịch sử.